# 众议院 (法国)

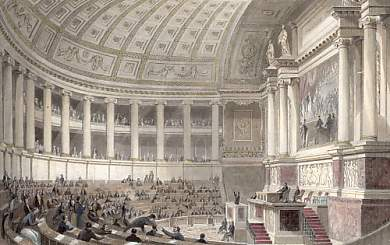
位于波旁宫的众议院

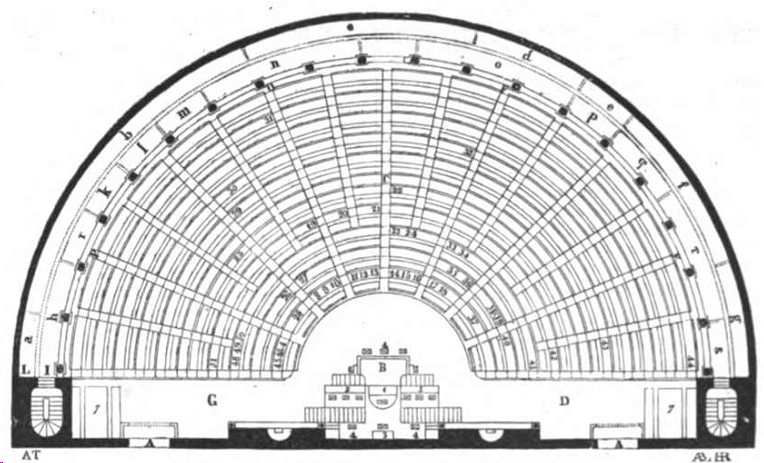
众议院会议大厅的底层

众议院 （法語：la Chambre des députés） 是十九、二十世纪法国下议院的名称：
- 1814年至1848年：在波旁复辟和七月王朝时期，众议院是法国议会的下议院，成员由纳税选举制产生，僅有有限的選舉權。
- 1875年至1940年：在法兰西第三共和国时期，众议院是法国议会的下议院立法机关，成员由普遍选举产生。当众议院与参议院在凡尔赛合并时，法国议会便被称为国民议会（Assemblée nationale）并开展了法国总统的間接选举。

## 波旁复辟时期
1814年宪章颁布后，法国创立了众议院，以此取代第一帝国时期的立法院。众议院的成员由普遍选举选出。它有解决税务问题的大权，同时也身兼讨论法律一职。根据宪章，议员任期五年，每年改选五分之一。议员需年满四十且纳税额须达到1000法郎。
议员可以担任政府大臣，而此举带来的结果是使得波旁复辟政府带上了一点自由主义的色彩。
百日王朝时期，拿破仑一世回到法国。根据帝国宪法附加法，原名为Chambre des députés的众议院被改名为Chambre des représentants。而此机构在反法同盟占领巴黎后被解散。
1815到1816年，极端保皇党控制的议会常被称为无双议院。

## 七月王朝时期

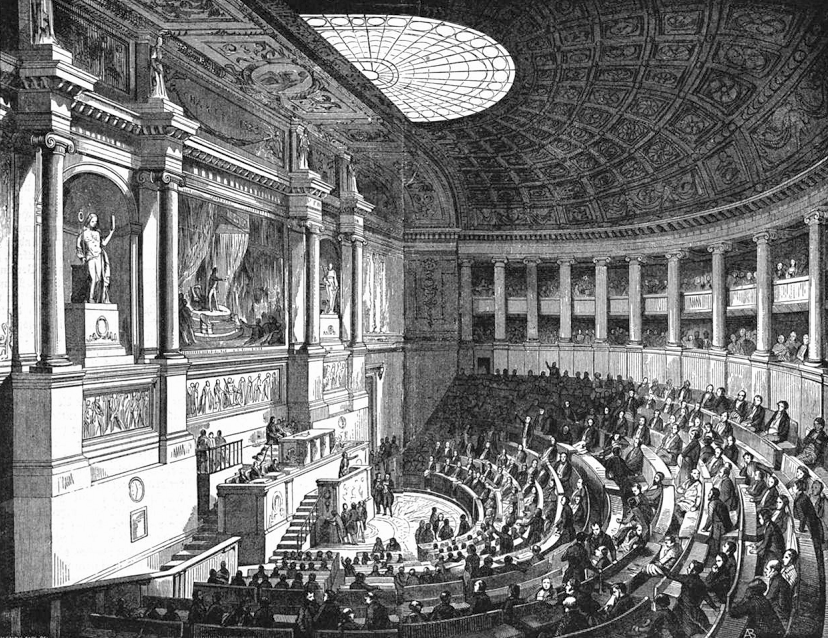
1843年众议院的会议大厅

根据1830年宪章，众议院议员由资格性选举产生。七月王朝时期，众议院分裂成运动党（认为宪章是一切行动的起点，准备修改宪章）和抵抗党（拒绝对宪章做出任何修改）。尽管起初两派都在前期互相交易权力，但到了1840年，弗朗索瓦·基佐为首的保皇派议员控制了众议院。
从1830年开始，议员任期虽仍为五年，但他们只需要年满三十且纳税额满500法郎。
国王每年都会召集众议院，且他有权延长议会会期或解散议会，但在后一种情况下他需要在三个月内召集一个新的议院。
1852年，众议院被改名为立法院。